# Olaf Poulsen
Olaf Rye Poulsen, född den 26 april 1849 i Köpenhamn, död den 26 mars 1923 i Fredensborg, var en dansk skådespelare.
Poulsen debuterade samtidigt som brodern Emil 1867 och uppträdde som Erasmus bror Jacob i Holbergs komedi. De följande åren övertog han som Phisters elev Holbergs Henrikroller och andra liknande, men det dröjde länge, innan han frigjorde sig från sin lärares stora inflytande och fritt följde sina egna ingivelser. Han utförde med saftig humor Harlekin i "De usynlige" och Chilian i "Ulysses von Ithacia", Jesper Oldfux i "Jakob von Thyboe" samt många andra lustspelsroller, men tillät sig i dessa ofta grova överdrifter i sitt spel. 
År 1884 blev han kunglig skådespelare, övertog senare Falstaff i "Henrik IV", Jeppe på Berget och Den politiske kannstöparen, ja, t.o.m. enstaka allvarliga roller såsom Karker i "Hakon Jarl", Svartalf i "Völund smed" och huvudrollen i Octave Mirbeaus Affär är affär, en av hans yppersta skapelser. Antalet av hans roller överstiger 300. Poulsen förenade frodig komisk fantasi med säker verklighetsiakttagelse. Han uppträdde 1886 som gäst på kungliga teatern i Stockholm, 1890 i Stockholm och Göteborg och 1897 i Helsingfors.
Poulsen avgick från kungliga teatern 1917 och uppträdde där ännu en gång 1919. Han var ostridigt sin tids största och mest omfattande sceniska geni i Danmark, mästare i repliken, utrustad med urkraftig humor och skaparförmåga. Han behandlas i monografier av Vilhelm Østergaard  och Elith Reumert samt av Robert Neiiendam i "Det kongelige Teaters Historie", I-II (1921-22).
Han var far till skådespelaren Karen Poulsen.